# Phare de Scoglio Palumbo
Le phare de Scoglio Palumbo (en italien : Faro di Scoglio Palumbo) est un phare situé sur la petite île de Scoglio Palumbo, à l'entrée du port de Trapani en mer Méditerranée, dans la Province de Trapani (Sicile), en Italie.

## Histoire
Le phare, construit en 1881 par le Génie Civil, se trouve dans le canal de Sicile devant Trapani. Le phare est entièrement automatisé et alimenté par une unité solaire. Il est géré par la Marina Militare.

## Description
Le phare se compose d'une tour cylindrique de 12 m de haut, avec galerie et lanterne, adjacente à une maison octogonale de gardiens d'un étage. Le bâtiment est peint en blanc et le dôme de la lanterne est gris métallisé. Il émet, à une hauteur focale de 16 m, un éclat blanc toutes les 5 secondes. Sa portée est de 15 milles nautiques (environ 28 km) pour le feu blanc et 12 milles nautiques pour le feu de réserve.

Identifiant : ARLHS : ITA-161 ; EF-3138 - Amirauté : E1970 - NGA : 10044 .

## Caractéristiques dufeu maritime
Fréquence : 5 secondes (W)
- Lumière : 1 seconde
- Obscurité : 4 secondes

### Lien connexe
- Liste des phares de la Sicile